# 요맘때

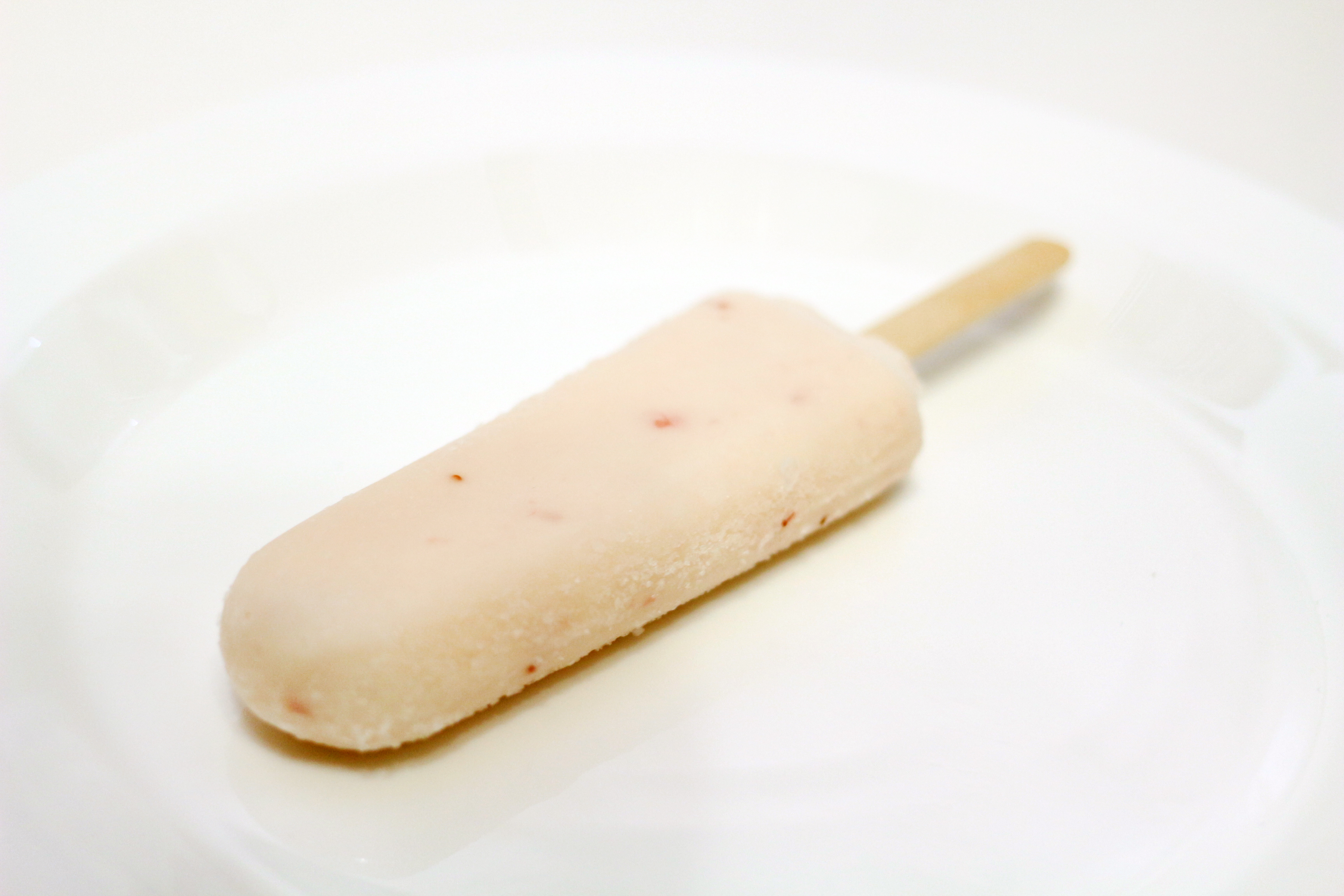
요맘때

요맘때는 빙그레에서 2004년에 출시한 아이스크림이다. 대한민국 최초의 프로즌 요구르트이다.

## 특징
기존 유산균은 없는, 요거트 맛만 나는 아이스크림에서 유산균이 살아있는 프로즌 요구르트이며, 출시 당시 "전국민이 두개는 먹었다"는 통계가 존재할만큼 히트했다. 전 빙그레 식품연구소 연구원 (현 동패고등학교 화학교사)이 고안해냈다.

## 같이 보기
- 프로즌 요구르트
- 빙그레
- 유산균
- 아이스크림